# Парламентарни избори у Албанији 2017.
Парламентарни избори у Албанији су одржани 25. јуна 2017.
Социјалистичка партија Едија Раме је убедљиво победила на парламентарним изборима, освојивши апсолутну већину у парламенту.
На изборима су се поновно суочавале две водеће коалиције предвођене Социјалистичком странком (ПС) са актуалним премијером Едијем Рамом и опозиционом Демократском странком (ПД) Љуљзима Баше. Ту је и Покрет за Социјалистичку интеграцију (ЛСИ) Петрита Василија, који се поновно представља "језичаком на ваги".
То су били девети парламентарни избори од пада комунизма 1991.
Албански парламент, иначе, има 140 посланика, који је биран у 12 вишечланих изборних јединица према пропорционалној заступљености затворених листа са изборним прагом од три одсто за странке и пет одсто за коалиције.